# Vorpommern

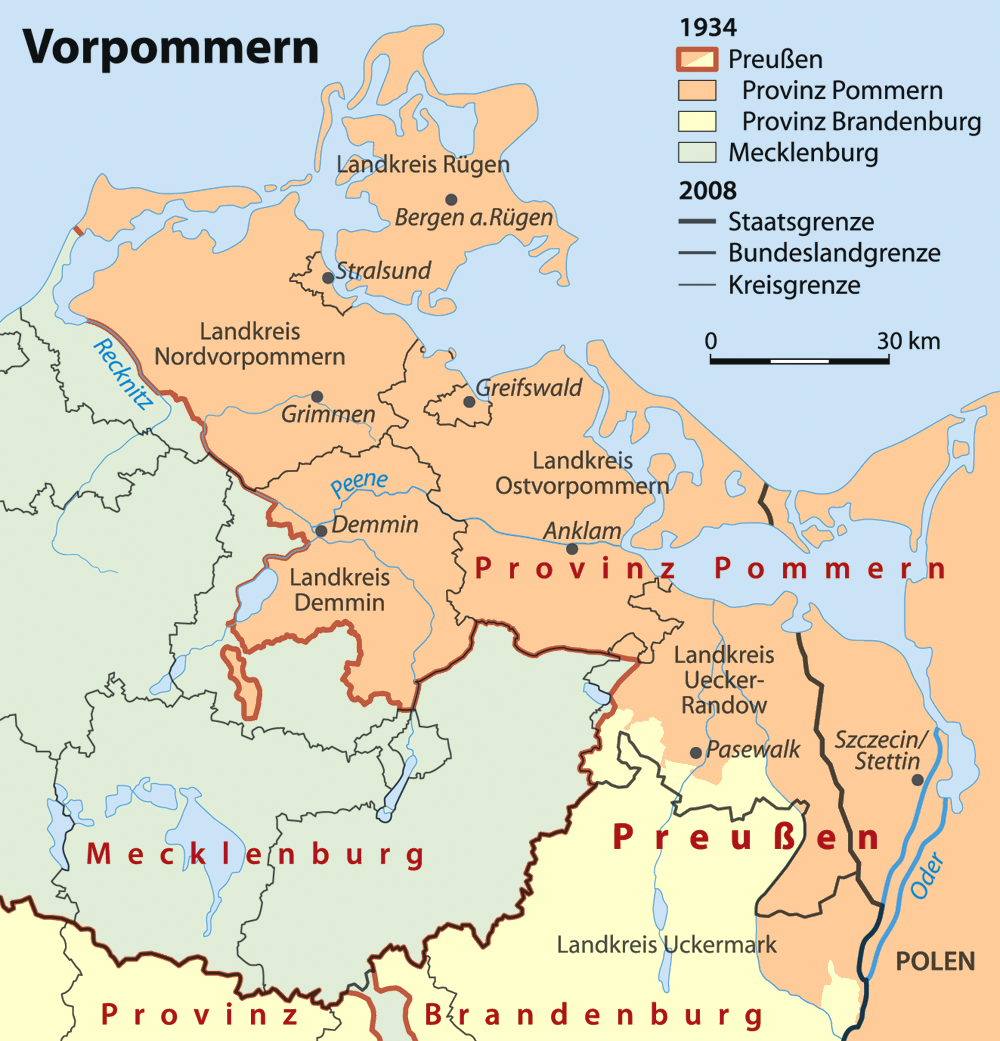
Vorpommern im Jahr 1934 und Landkreise bis 2011

Vorpommern ist der Name einer Region im Nordosten Deutschlands und im Nordwesten Polens.

Flagge Vorpommerns

Die Region ist als Lebensort und Urlaubsziel für ihren Wasserreichtum bekannt. Hervorzuheben sind die zahlreichen Seebäder an der Ostseeküste, vor allem auf den beiden Inseln Rügen und Usedom, sowie die artenreichen Lagunen z. B. im Nationalpark Vorpommersche Boddenlandschaft mit reichhaltiger Natur.

## Lage
Im südlichen Ostseeraum gelegen, grenzt Vorpommern im Osten an Hinterpommern, im Westen an Mecklenburg und im Südosten an Brandenburg. Bedeutende Städte Vorpommerns sind Stralsund, Greifswald, Stettin (Szczecin) und Swinemünde (Świnoujście). Der größte Teil der Region Vorpommern ist Bestandteil des Landes Mecklenburg-Vorpommern und bildet in etwa dessen östliches Drittel. Ein kleiner Teil Vorpommerns, das Amt Garz (Oder) sowie das nördlich von Welse gelegene Teilgebiet der Stadt Schwedt/Oder (d. h. die ehemalige Stadt Vierraden und die ehemalige Gemeinde Hohenfelde), liegt im Land Brandenburg. Der dritte Teil Vorpommerns gehört zur polnischen Woiwodschaft Westpommern; er umfasst den sogenannten Stettiner Zipfel (Kreis Pölitz (Powiat Police) und kreisfreie Stadt Stettin (Szczecin)), den polnischen Abschnitt der Insel Usedom (Uznam), die Insel Wollin (Wolin) mit der kreisfreien Stadt Swinemünde (Świnoujście) sowie die Stadt und Gemeinde Gollnow (Goleniów).

## Begriff und Grenzen
Unter Vorpommern, bis zum 19. Jahrhundert teils auch Vorderpommern genannt, verstand man (im Gegensatz zu Hinterpommern) spätestens seit dem Westfälischen Frieden 1648 den Teil Pommerns, der westlich der Oder liegt, also – anders als heute – inklusive der Hauptstadt Stettin. Durch die nach dem Zweiten Weltkrieg gezogene und 1950 vereinbarte Grenze, die ab Mescherin die Oder verlässt und weiter westlich führt, kam das Gebiet zwischen ihr und der Oder einschließlich der Insel Wollin, der Stadt Swinemünde auf Usedom und Stettin sowie des sogenannten Stettiner Zipfels zu Polen, das auf diese Weise die Kontrolle über die wirtschaftlich und strategisch bedeutende Odermündung erhielt. Der Stettiner Zipfel wurde von der von dort stammenden deutschen Bevölkerung so genannt, um zu verdeutlichen, dass dieser Teil von Vorpommern historisch nicht zu Hinterpommern gehörte, obwohl er seit dem Krieg zu Polen gehört. Der Begriff Vorpommern wird heute allgemein für den deutschen Teil Pommerns verwendet.
Die einstige Grenze zwischen Mecklenburg und Pommern ist seit der Verwaltungsreform von 1952 in der DDR weitgehend verloren gegangen. Mit der Kreisgebietsreform 2011 hat man sich dem einstigen Grenzverlauf nur teilweise wieder angenähert. In ihrem Verlauf lebt sie als Grenze zwischen den evangelischen Kirchenkreisen Mecklenburg und Pommern in der Nordkirche sowie zwischen den katholischen Erzdiözesen Hamburg und Berlin bis heute fort.
Der Originalverlauf der historischen Grenze zwischen Mecklenburg und Pommern, die in weiten Teilen durch das Mecklenburgisch-Vorpommersches Grenztal verläuft, ist im Folgenden beschrieben:

„Vom Fischland westlich von Ahrenshoop nach Süden, quert den Saaler Bodden bis zur Recknitzmündung, trennt das mecklenburgische Ribnitz vom pommerschen Damgarten, führt mittig von Recknitz und Trebel bis nördlich von Demmin, um westlich Demmins auf die Peene zu stoßen, führt entlang dieser bis zum Kummerower See, quert diesen und verlässt ihn an der Peene bei Moorbauer. Östlich von Basepohl verläuft sie durch den Augraben, den sie bei Hasseldorf in östlicher Richtung verlässt. Ab Altenhagen verläuft sie in südlicher Richtung bis zum Abfluss des Kastorfer Sees und von dort nach Osten, bis sie bei Lebbin die Tollenseniederung erreicht. Sie folgt der Tollense in nördlicher Richtung bis zum Treptower Werder, verläuft dann weiter entlang des Grenzgrabens zunächst nach Osten, dann nach Norden bis zu dessen Einmündung in den Großen Landgraben. Im Landgraben verläuft sie bis zum Lübkowse bei Charlottenhorst, von dort bis zum Weißen Graben in der Friedländer Großen Wiese, dem sie bis zum Galenbecker See folgt. Schließlich trifft sie bei Heinrichswalde auf die Landesgrenze zu Brandenburg.“

Bis 1937 gehörte zudem noch die Exklave Zettemin bei Stavenhagen zur Provinz Pommern. Durch das von der Reichsregierung Hitler erlassene Groß-Hamburg-Gesetz gehört sie seit dem 1. April 1937 aber zu Mecklenburg. Auch sonst ist die bereits seit dem Spätmittelalter faktisch festliegende Grenze im Detail erst durch Staatsverträge zwischen Mecklenburg und Preußen im 19. Jahrhundert endgültig festgelegt worden. So verlief in Wolde bei Altentreptow die Grenze bis 1873 mitten durch den Ort.

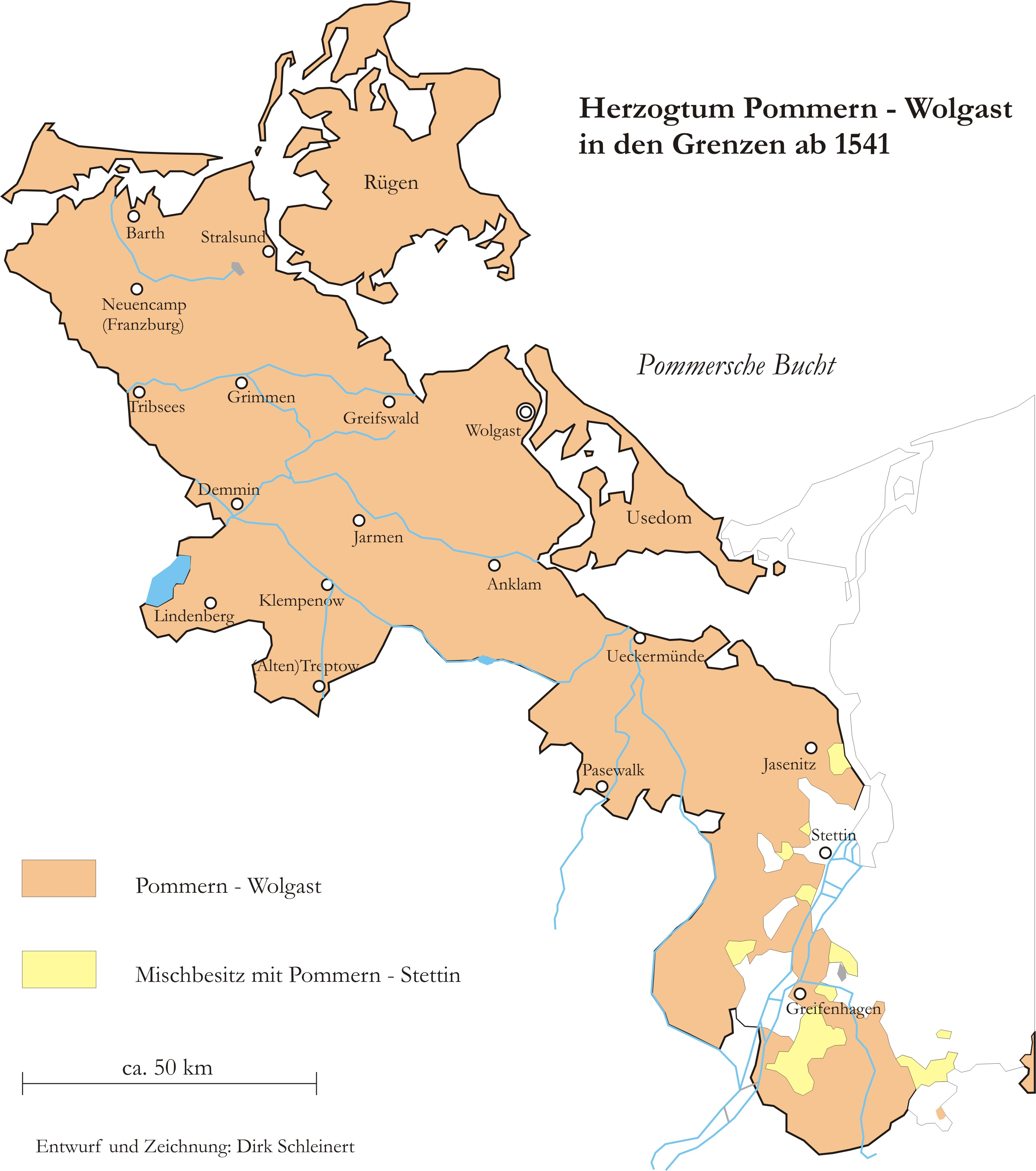
Pommern-Wolgast
Pommersche Evangelische Kirche (bis 2012)
Greif (Wappentier) von Pommern

### Heutige Landkreisgrenzen
Für die Kreisreform Mecklenburg-Vorpommern 1994 gab es Entwürfe, die Grenze zwischen Mecklenburg und Pommern mit den neuen Landkreisen wiederaufleben zu lassen. Diese wurden aber nicht umgesetzt. Mit der Kreisgebietsreform Mecklenburg-Vorpommern 2011 näherte man sich wieder etwas stärker den historischen Grenzen an, ohne jedoch den genauen Verlauf nachzubilden.
Der Name des Landesteils Vorpommern findet sich nunmehr in zwei Landkreisen wieder:
- Vorpommern-Rügen
- Vorpommern-Greifswald

So verläuft die alte Landesgrenze heute durch den Landkreis Vorpommern-Rügen, dessen westlicher kleinerer Teil inklusive des Stadtteils Ribnitz von Ribnitz-Damgarten eigentlich zu Mecklenburg gehört, und durch den Landkreis Mecklenburgische Seenplatte, dessen nordöstlicher Teil zwischen Demmin und Altentreptow – das sogenannte Demminer Land – historisch betrachtet zu Vorpommern gehört, sowie auch kurz durch den Landkreis Vorpommern-Greifswald, wo ein kleines Gebiet im Südwesten – die Friedländer Große Wiese und Gehren (heute Ortsteil von Strasburg) – eigentlich ein Teil Mecklenburgs war. Außerdem, ein weiterer Teil dieses Landkreises – das Gebiet um Löcknitz – ist historisch ein Teil der Mark Brandenburg. Ein kleiner Teil Vorpommerns (das Amt Garz (Oder) sowie das nördlich von Welse gelegene Teilgebiet der Stadt Schwedt/Oder d. h. die ehemalige Stadt Vierraden und die ehemalige Gemeinde Hohenfelde) gehört hingegen heute zum Landkreis Uckermark des Landes Brandenburg.

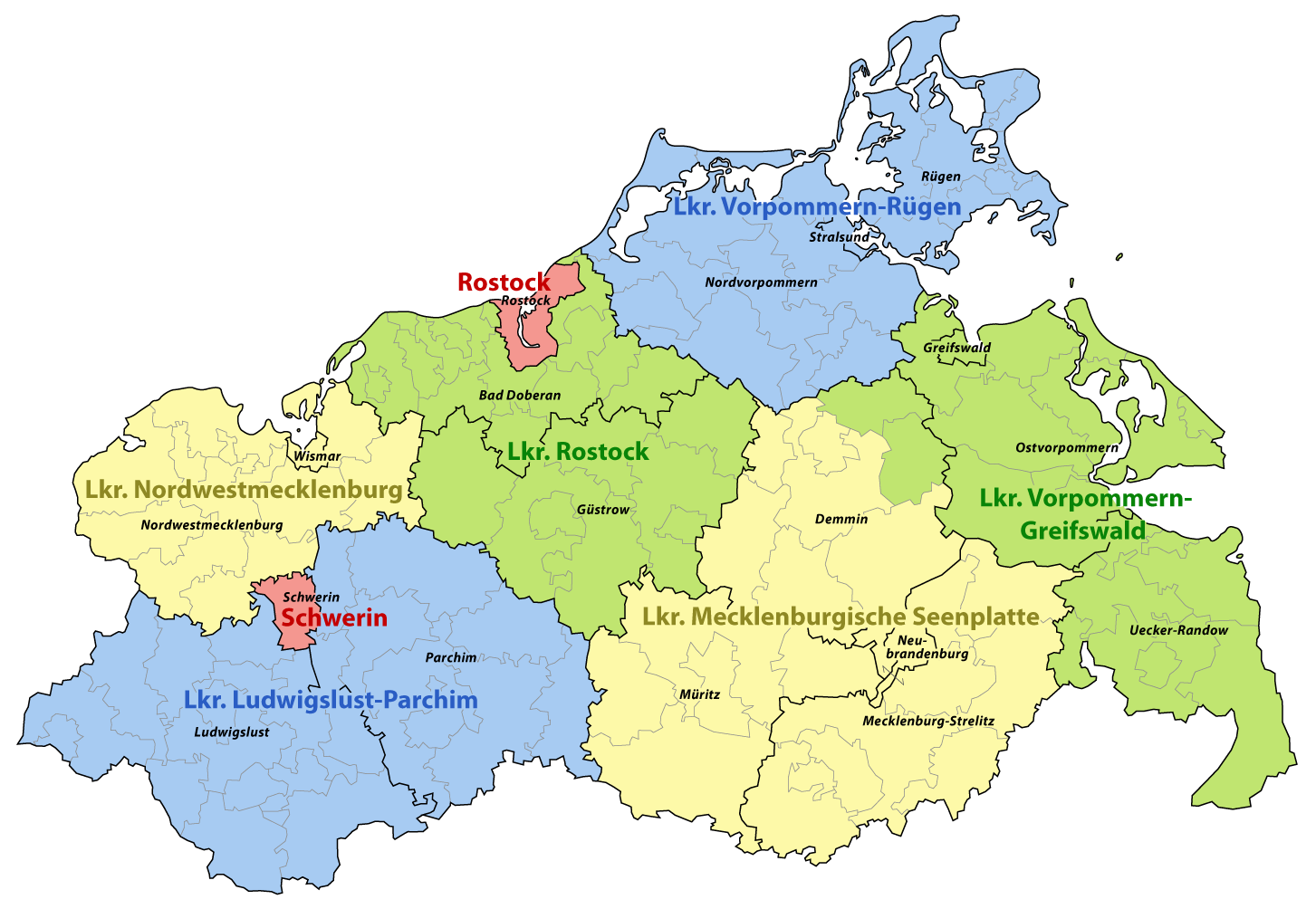
Kreisgebietsreform 2011 mit Grenzen, näher am historischen Grenzverlauf Mecklenburg/Vorpommern orientiert.
Verwaltungsgliederung Mecklenburg-Vorpommerns nach der Kreisreform im Jahr 2011

## Geografie

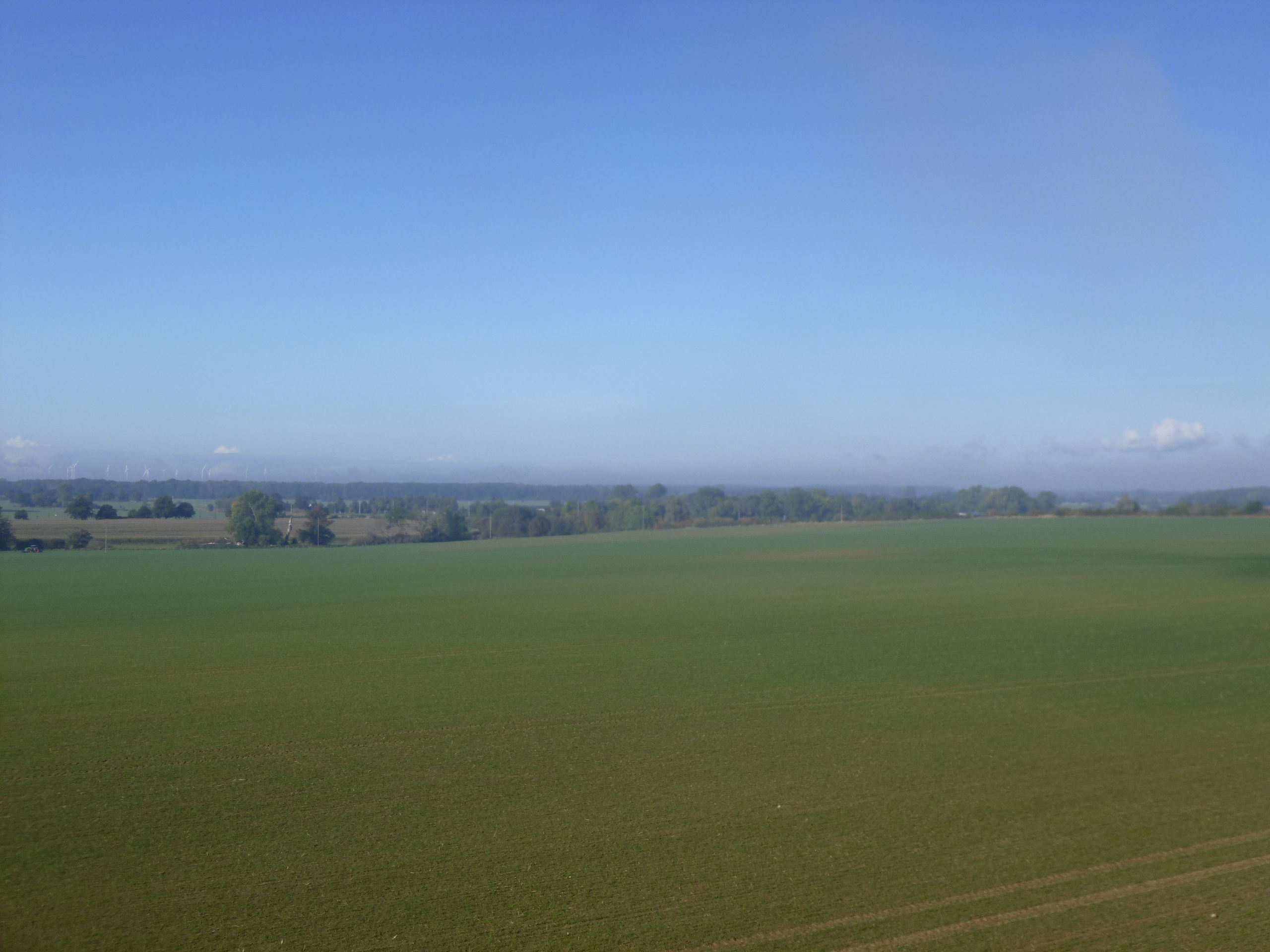
Vorpommersche Landschaft bei Velgast

Die Landschaft Vorpommerns wird vor allem durch Küsten, Inseln und Bodden geprägt. Sie nehmen den größten Teil der Küste von Mecklenburg-Vorpommern ein. Typisch ist eine ausgeprägte „Doppelküste“, bei der vorgelagerte Inseln sogenannte Bodden vom offenen Meer trennen, die in dieser Form eine einmalige Landschaft darstellen. Mit Rügen und Usedom gehören die beiden größten deutschen Inseln zu Vorpommern.
Größte Städte in Vorpommern sind die rund 35 km voneinander entfernten und etwa gleich großen Hansestädte Stralsund und Greifswald. Stralsund ist auch heute noch die wirtschaftlich bedeutendste Stadt, Greifswald hingegen geistiges und gerichtliches Oberzentrum mit vielen Landesgerichtsbarkeiten und einer Universität.

Die Städte Stralsund und Greifswald bilden zusammen nach Rostock das nach Einwohnern zweitgrößte Oberzentrum Mecklenburg-Vorpommerns. Außerdem hat das Gebiet die zweitgrößte Bevölkerungsdichte der vier Planungsregionen des Landes.

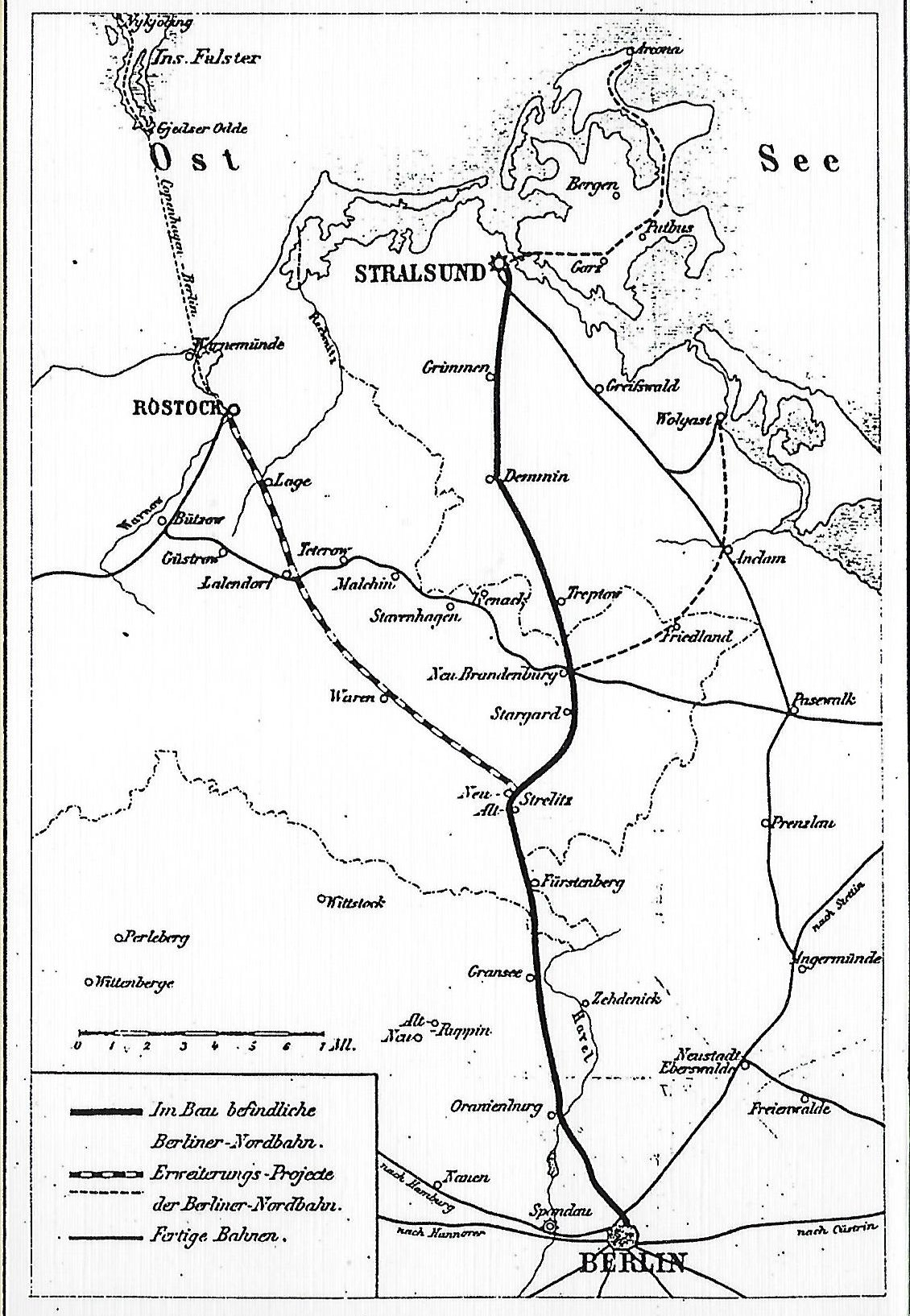
Berliner Nordbahn (1873)

In Vorpommern liegen drei Nationalparks und drei Naturparks:
- Nationalpark Vorpommersche Boddenlandschaft
- Nationalpark Jasmund
- Nationalpark Wolin
- Naturpark Am Stettiner Haff
- Naturpark Flusslandschaft Peenetal
- Naturpark Insel Usedom

Die östliche Uferregion des Kummerower Sees gehört zum Naturpark Mecklenburgische Schweiz und Kummerower See.

## Geschichte

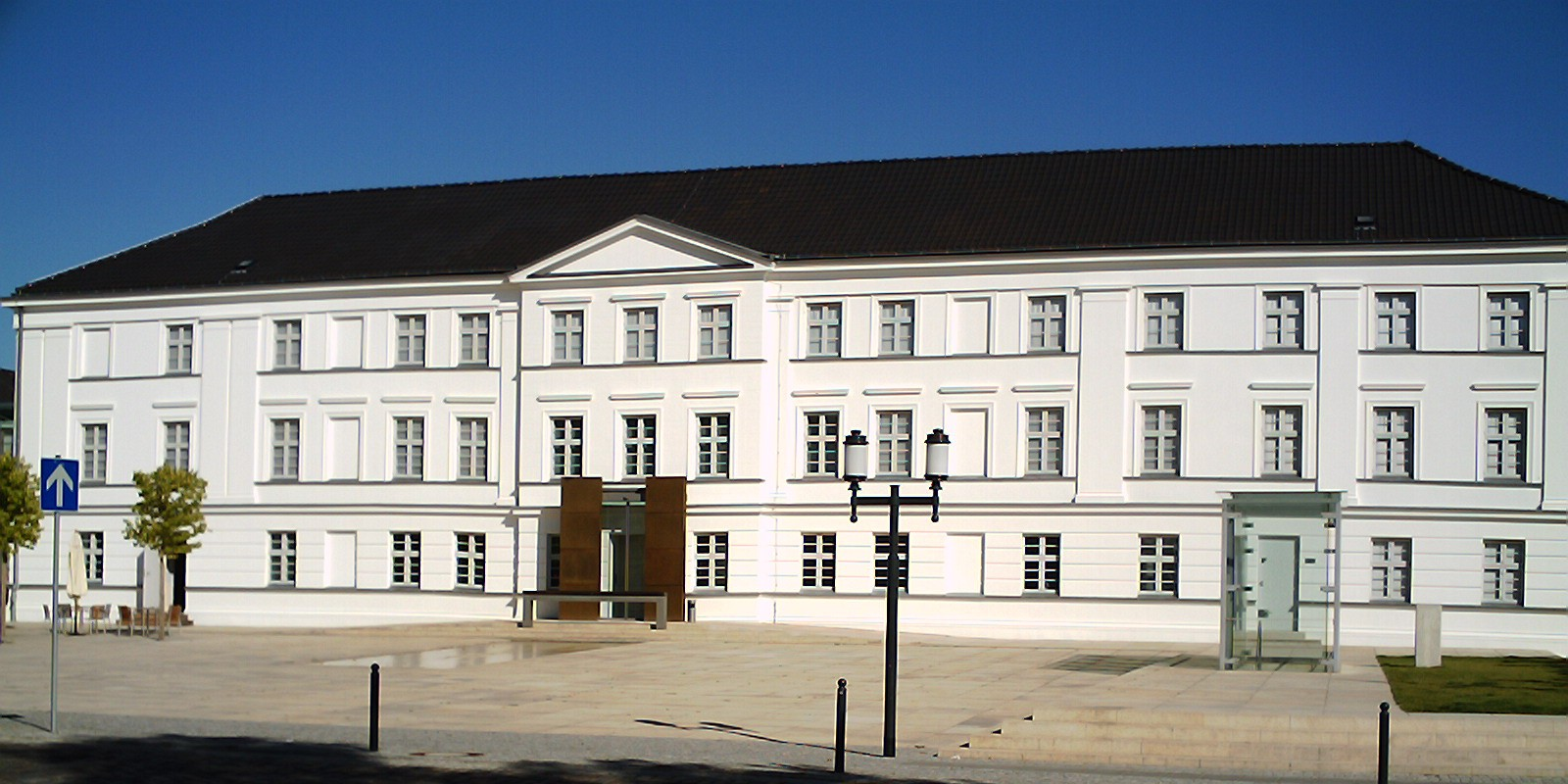
Pommersches Landesmuseum in Greifswald – Geschichte, Kunst und Archäologie

Der Name Pommern ist die eingedeutschte Form von Pomorje und ist slawischer Herkunft: po more – „am Meer“.
Der Name Vorpommern geht auf die zweite Teilung Pommerns in die Herzogtümer Pommern-Wolgast (Vorpommern) und Pommern-Stettin (Hinterpommern) 1532 zurück. Während 1295 noch eine Teilung in ein nördliches (Pommern-Wolgast) und ein südliches Herzogtum (Pommern-Stettin) erfolgte, entstanden 1532 erstmals ein westlicher und ein östlicher Landesteil. Nach dem Westfälischen Frieden (1648) umfasste Vorpommern den zum Königreich Schweden gehörenden Teil Pommerns einschließlich der gesamten Odermündung mit der Stadt Stettin und dem alten Bischofssitz Cammin.

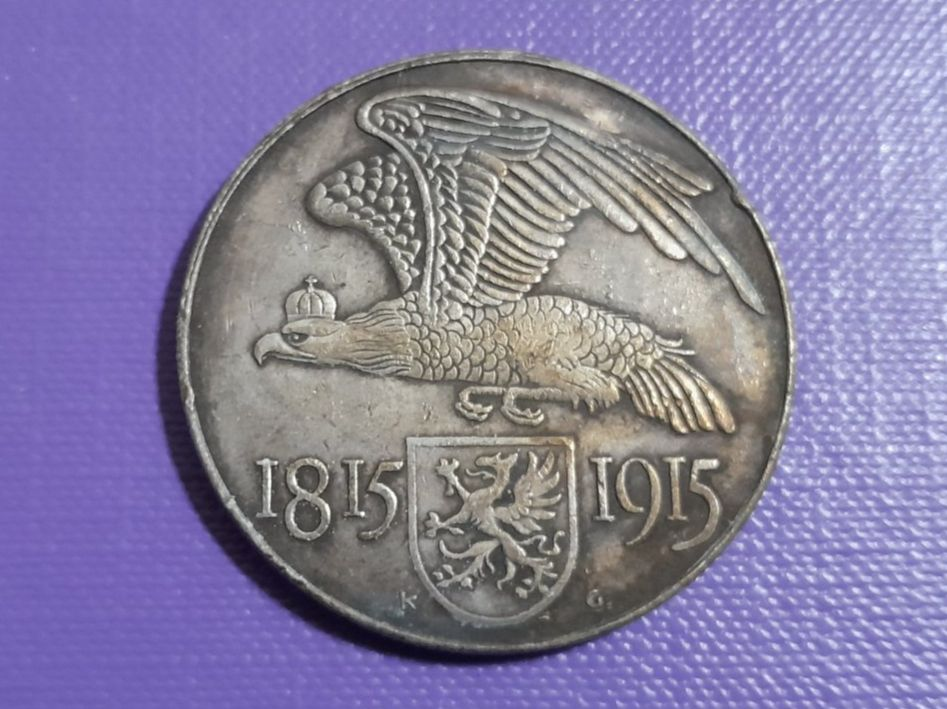
Medaille von 1915 VORPOMMERN 100 JAHRE UNTER PREUSSENS AAR

Der Teil Vorpommerns südlich der Peene mit Stettin und den Odermündungsinseln Usedom und Wollin kam 1720 zu Preußen. Hierfür bürgerte sich später die Bezeichnung Altvorpommern ein. Der nördliche Teil hingegen stand von 1715 bis 1721 unter dänischer Militärverwaltung, gehörte jedoch bis zum Kieler Frieden von 1814 zu Schweden (Schwedisch-Pommern, auch „Neuvorpommern“), wurde dann Dänemark als Ersatz für Norwegen zugesprochen, was aber nie praktische Konsequenzen hatte, weil Dänemark die von Schweden geforderten Kriegsentschädigungen nicht zahlen konnte. Deshalb verhandelte man auf dem Wiener Kongress weiter und das Gebiet kam im Herbst 1815 zu Preußen.
Nach dem Zweiten Weltkrieg erfolgte die „Westverschiebung Polens“. Vorpommern kam zum allergrößten Teil zur Sowjetischen Besatzungszone und wurde mit Mecklenburg zum Land Mecklenburg-Vorpommern vereinigt. Die Sowjetische Militäradministration in Deutschland befahl 1947 die Umbenennung des Landes in Mecklenburg, um den Begriff Pommern aus dem offiziellen Sprachgebrauch zu tilgen. Nach Gründung der DDR 1949 wurde bei der Verwaltungsreform von 1952 der Landesteil Vorpommern vorwiegend Teil der Bezirke Rostock und Neubrandenburg. Zum Bezirk Frankfurt (Oder) kam der südliche Zipfel, der sich weitgehend mit dem heutigen Amt Gartz (Oder) deckt.

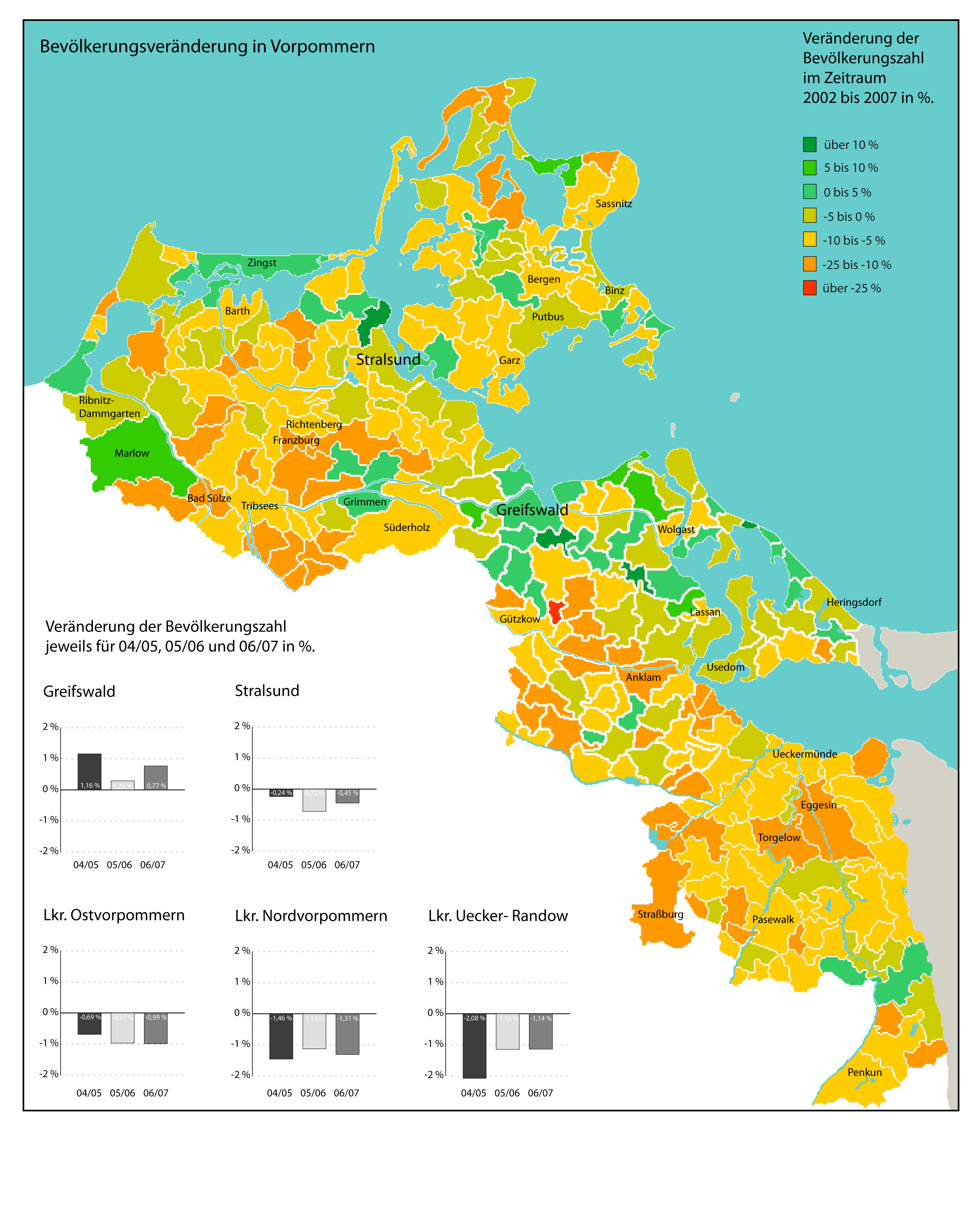
Bevölkerungsveränderung in Vorpommern von 2002 bis 2007

Vorpommern wurde 1990 Teil des Bundeslandes Mecklenburg-Vorpommern. Da die Neubildung der Bundesländer in der DDR entlang bestehender Kreisgrenzen vollzogen wurde, verblieb das eigentlich pommersche Gartz in Brandenburg, während zum Beispiel die uckermärkischen – und somit eigentlich brandenburgischen – Strasburg und Löcknitz sich in einer Volksabstimmung für den Verbleib beim Landesteil Vorpommern in Mecklenburg-Vorpommern entschieden haben.
Um die getrennten Gebiete Hinter- und Vorpommerns wieder näher zueinander zu bringen, wurde im Rahmen der europäischen Zusammenarbeit die Euroregion Pomerania gegründet. Der Beitritt Polens zum Schengen-Raum und auch der geplante Beitritt des Landes zum Euro-Raum tragen überdies dazu bei, das Trennende zwischen den beiden Teilen Pommerns zu überwinden.
Mit der Kreisgebietsreform 2011 wurde die Verwaltungsgliederung in Mecklenburg und Vorpommern von Grund auf neu geordnet. Der mecklenburgisch-pommersche Mischkreis Demmin wurde zweigeteilt und der größte Teil Vorpommerns in die zwei neuen Landkreise Vorpommern-Rügen und Vorpommern-Greifswald eingeteilt. Auch bei dieser Gebietsreform wurde der über 600 Jahre lang nahezu unverändert gebliebene Grenzverlauf zwischen Pommern und Mecklenburg weitgehend außer Acht gelassen.
Die Landkreise Vorpommern-Rügen und Vorpommern-Greifswald in Deutschland bilden heute als Regionaler Planungsverband Vorpommern einen von vier Teilräumen für die regionale Landesplanung in Mecklenburg-Vorpommern.

## Bildung

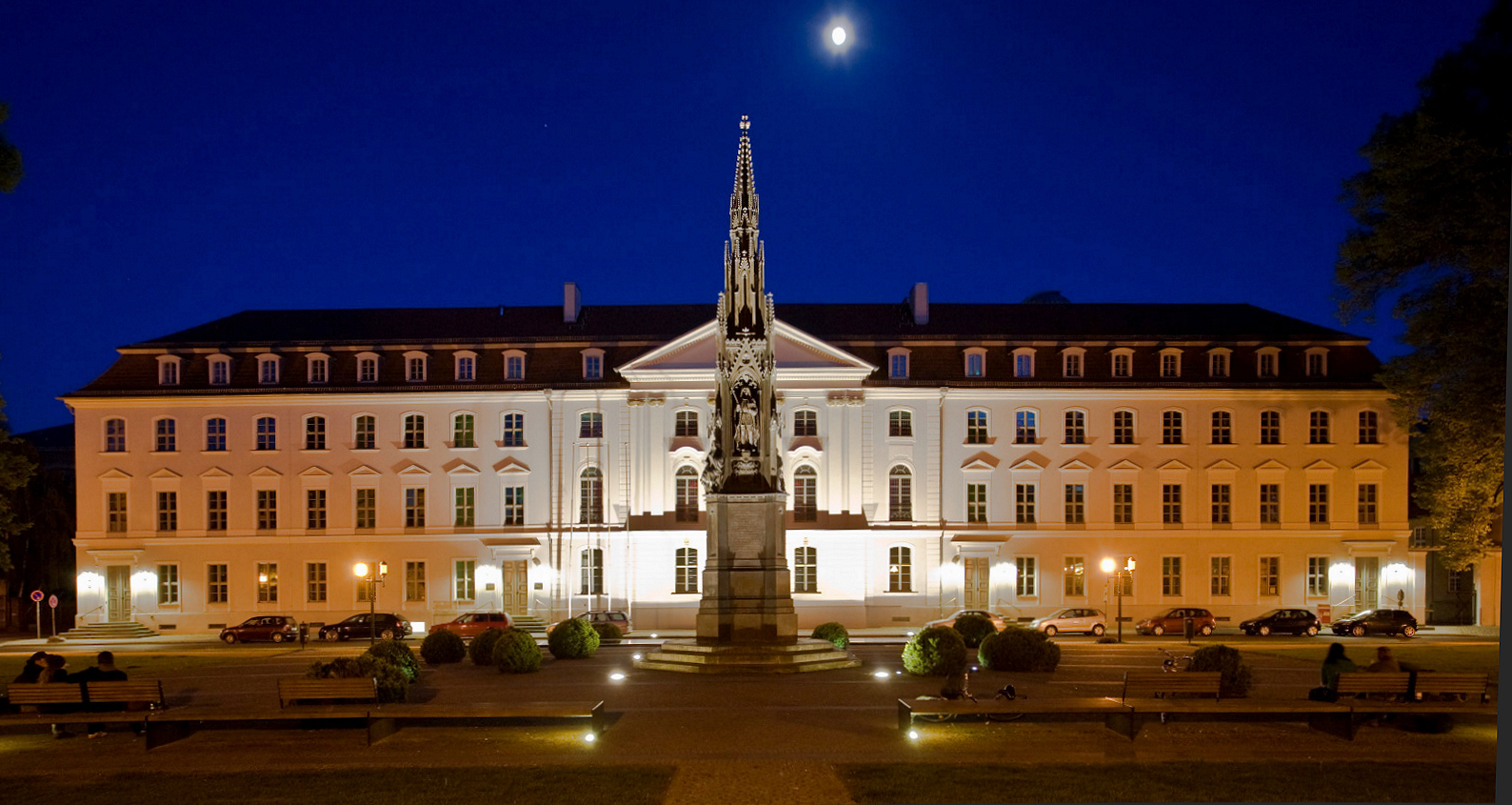
Die Universität Greifswald ist die älteste Universität Pommerns und war die zweite Universitätsgründung im Ostseeraum.

Die 1456 von den Pommernherzögen (Greifen) gegründete und reich ausgestattete Universität Greifswald ist nach Rostock die zweitälteste Hochschule im Ostseeraum und eine der ältesten deutschen Universitäten. Wegen der geopolitischen Lage und der Verbindungen nach Schweden zur Zeit Schwedisch Pommerns war die Universität eine wichtige Kulturbrücke zu den skandinavischen Ländern. Für die Provinz Pommern war sie zugleich die (einzige) Landesuniversität. Namensgeber war von 1933 bis 2018 der vorpommersche Schriftsteller Ernst Moritz Arndt. In Stralsund befindet sich die 1991 gegründete Hochschule Stralsund.

## Wirtschaft
Die Region lebt überwiegend vom Tourismus, vor allem auf den Inseln Rügen, Hiddensee, Usedom und den Halbinseln Darß und Zingst. Auch die Landwirtschaft ist ein wichtiger Bestandteil, ebenso der Schiffsbau: in Stralsund die Volkswerft Stralsund, in Wolgast die Peene-Werft und in Greifswald die HanseYachts. Ein weiterer Industrie- und Technologiestandort ist das Gelände des ehemaligen Kernkraftwerkes bei Lubmin am Greifswalder Bodden. In der Ueckermünder Heide befindet sich mit der Eisengießerei Torgelow eine der modernsten Gießereien Europas.
Vorpommern gehört zu den ärmsten und strukturschwächsten Regionen Deutschlands. Das gilt insbesondere für das Hinterland der Ostseeküste. Besonders betroffen sind östliche und südliche Gebiete im Landkreis Vorpommern-Greifswald. Innerhalb des Landes Mecklenburg-Vorpommern ist der Landesteil gegenüber Mecklenburg wirtschaftlich ins Hintertreffen geraten. Nach Ansicht des Greifswalder Wirtschaftsgeografen Helmut Klüter hat die Kreisgebietsreform Mecklenburg-Vorpommern 2011 dieses wirtschaftliche Gefälle noch vergrößert.
Auch das Fehlen der – seit dem Krieg polnischen – früheren Hauptstadt Stettin trägt dazu bei. Zudem ist die dünn besiedelte Region stark von der Abwanderung junger Menschen betroffen, unter anderem auch wegen weit unterdurchschnittlicher Löhne. In Mecklenburg-Vorpommern gilt Stand 2019 nur in 23 Prozent der Betriebe ein Tarifvertrag. Nur eine Minderheit der Beschäftigten ist durch so einen Vertrag geschützt. So kommt es, dass jeder dritte Arbeitnehmer trotz Vollzeitarbeit weniger als 2000 Euro brutto verdient.
Um die Situation zu verbessern wurde 2016 der SPD-Abgeordnete Patrick Dahlemann als Vorpommern-Staatsskretär aus der Landeshauptstadt Schwerin vom Kabinett Schwesig I nach Anklam entsandt. Als „Kümmerer vor Ort“ soll Dahlemann auch den Vorwurf entkräften, Schwerin vernachlässige den entlegeneren Landesteil im Osten. Seit seinem Amtsantritt hat er eine Vielzahl von Terminen vor Ort absolviert und den Vorpommern-Fonds auf den Weg gebracht. Dieser soll schnell und unkompliziert kleinere Projekte fördern. Im April 2018 kam der neu gegründete Vorpommern-Rat in Anklam erstmals zusammen. Er besteht aus zehn Mitgliedern aus Vorpommern. Dahlemanns Nachfolger im Amt des Staatssekretärs für Vorpommern im Kabinett Schwesig II wurde am 15. November 2021 Heiko Miraß.
Ausgehend von der medizinischen und mathematisch-naturwissenschaftlichen Fakultät der Universität Greifswald und dem Max-Planck-Institut für Plasmaphysik in Greifswald wird mit zunehmendem Erfolg versucht, eine Technologieindustrie, insbesondere im Bereich der Biotechnologie, zu etablieren. Ein großer Teil der entsprechenden Unternehmen ist im BioCon Valley organisiert. Dank der Erfolge gilt Greifswald heute als einer der Wachstumskerne in den neuen Bundesländern.
Durch Vorpommern führt die Ostseeautobahn A20 von der alten Grenze bei Tribsees über Stralsund bis zum Autobahndreieck Uckermark und von dort aus, an der Autobahn Berlin – Stettin, weiter bis nach Stettin.

## Tourismus

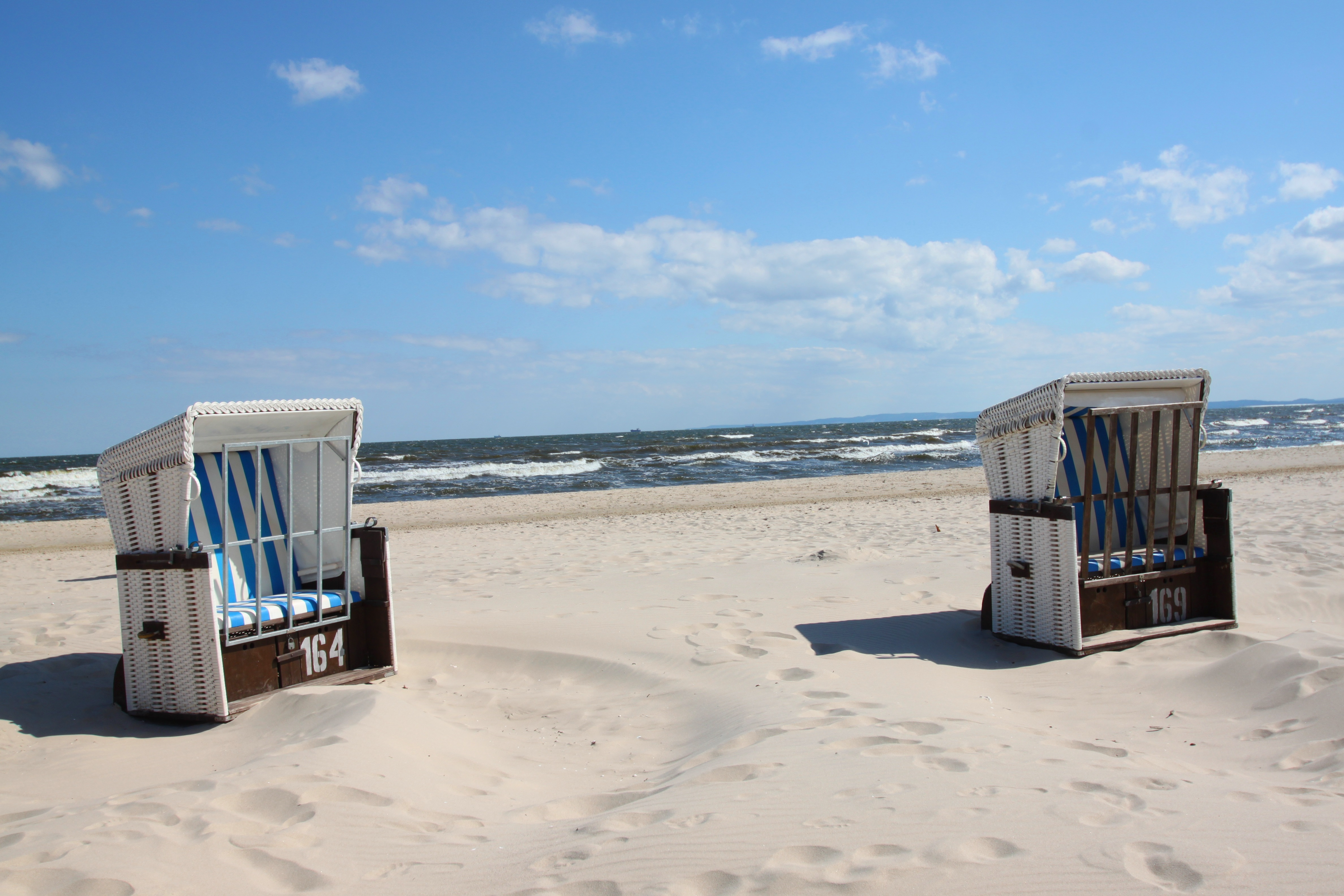
Der Strandkorb gilt als Symbol des Tourismus in Vorpommern, vor allem an der Ostseeküste (hier Ahlbeck auf Usedom)

Der Tourismus in Vorpommern mit seinen Inseln Rügen und Usedom hat sich seit der Deutschen Wiedervereinigung dynamisch entwickelt. Zweistellige Zuwachsraten bei Kapazität und Gästezahlen bei gleichzeitigem Ausbau der Infrastruktur waren zu verzeichnen. Ein Spitzenwert wurde 2003 mit 25,9 Millionen Übernachtungen erreicht. Allerdings flachte die Kurve des Anstiegs zusehends ab und geriet 2004 erstmals ins Minus. Seit 2005 gibt es wieder Zuwachsraten. Die offizielle Statistik wies im Jahr 2006 über 24,7 Millionen Übernachtungen für ganz Mecklenburg-Vorpommern aus. 2007 wurde mit 26,3 Millionen Übernachtungen das bisher höchste Ergebnis seit Einführung der Statistik 1991 erreicht. Vorpommern – ohne Rügen und Hiddensee die 8,9 Prozent erreichten – lag dabei mit einem Zuwachs von 6,8 Prozent bei den Übernachtungen über dem Landesdurchschnitt.
Hinzu kommt nach Expertenmeinung noch einmal eine ebenfalls hohe Zahl an Übernachtungen auf dem so genannten „Grauen Beherbergungsmarkt“, etwa durch Ferienwohnungen in Wohngebieten oder kostenlos angebotene Unterkünfte. Etwa zwei Drittel der Übernachtungen in MV entfallen auf Vorpommern mit den Inseln als Tourismushochburgen. Der Anteil ausländischer Gäste steigt ebenfalls beständig, war aber mit 2,7 Prozent im Jahr 2007 noch auf niedrigem Niveau.
Es gibt in Vorpommern vier regionale Tourismusverbände: den Tourismusverband Rügen, den Tourismusverband Insel Usedom, den Tourismusverband Vorpommern (für die Festlandsküste) sowie den Tourismusverband Fischland-Darß-Zingst. Alle Verbände sind Mitglieder im Tourismusverband Mecklenburg-Vorpommern, dem Landesverband, der wiederum Mitglied im Deutschen Tourismusverband (DTV) ist.

## Kultur
Die Kultur Pommerns spiegelt sich im städtischen Bereich am besten im Weltkulturerbe „Historische Altstädte Stralsund und Wismar“ wider. Im ländlichen Raum entstehen zahlreiche Schlösser, Gutshäuser und Dorfkirchen wieder in altem Glanz, andere harren noch auf Rettung. Das Pommersche Landesmuseum in der Hansestadt Greifswald stellt die Kulturgeschichte umfassend dar. Eine weit über den lokalen Bereich hinausgehende Bedeutung hat auch das Kulturhistorische Museum in Stralsund, welches in der Mitte des 19. Jahrhunderts unter maßgeblicher Beteiligung der neuvorpommerschen Kommunalstände als Museum für den Regierungsbezirk Stralsund gegründet wurde. Einen großen Teil der archivalischen Überlieferung bewahrt das Landesarchiv Greifswald auf, welches zwischen 1990 und 1997 deshalb auch „Vorpommersches Landesarchiv“ hieß. Weitere Teile der archivalischen und musealen Hinterlassenschaften werden in den heute polnischen Einrichtungen in Stettin aufbewahrt, was durch die Geschichte bis 1945 begründet ist. Weiterhin bemühen sich die Gesellschaft für pommersche Geschichte, Altertumskunde und Kunst, die Historische Kommission für Pommern und die Arbeitsgemeinschaft für pommersche Kirchengeschichte, alle mit Sitz in Greifswald, um das historische Erbe des Gebietes im Rahmen der pommerschen Landesgeschichte.

## Städte

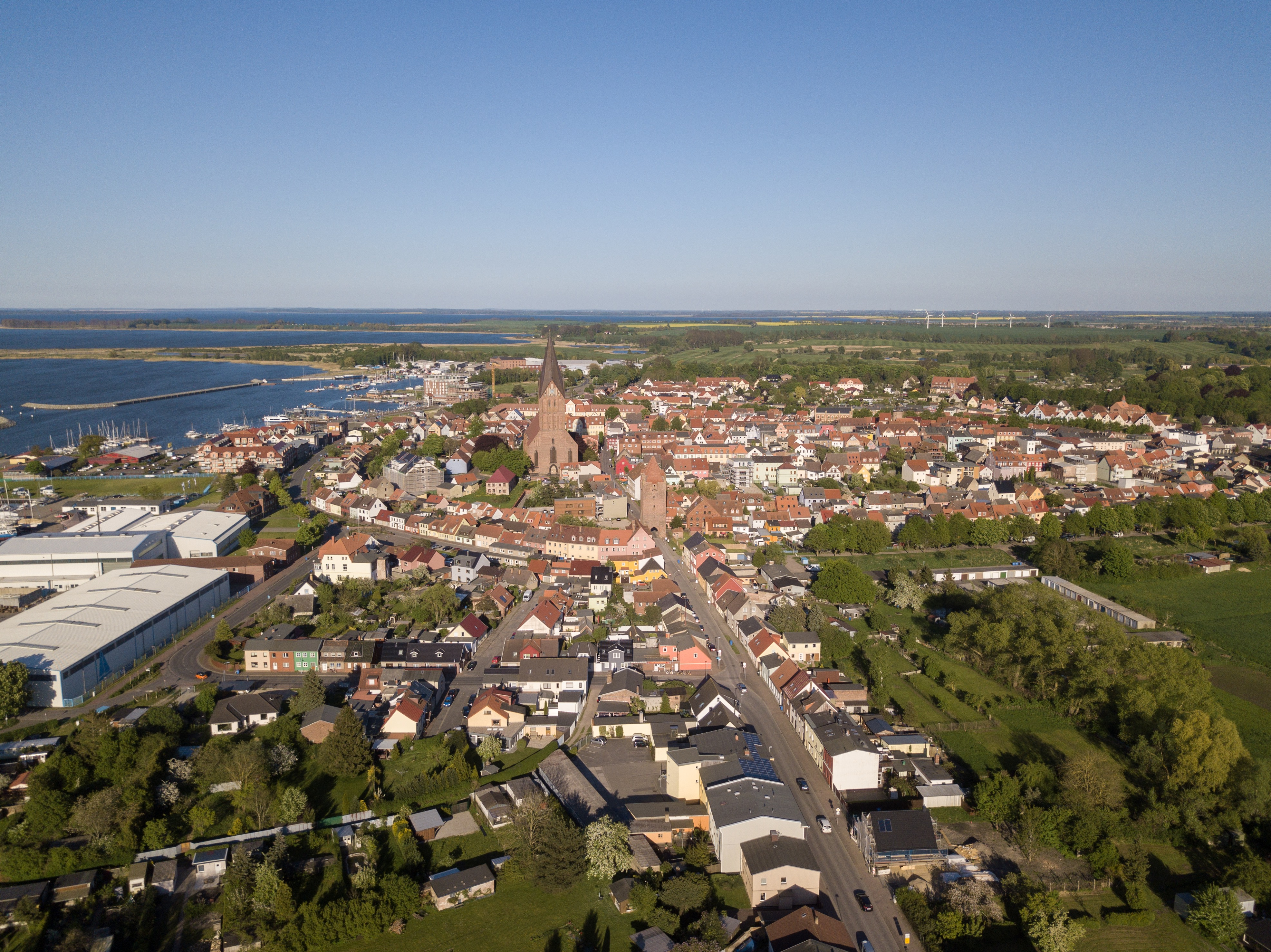
Barth

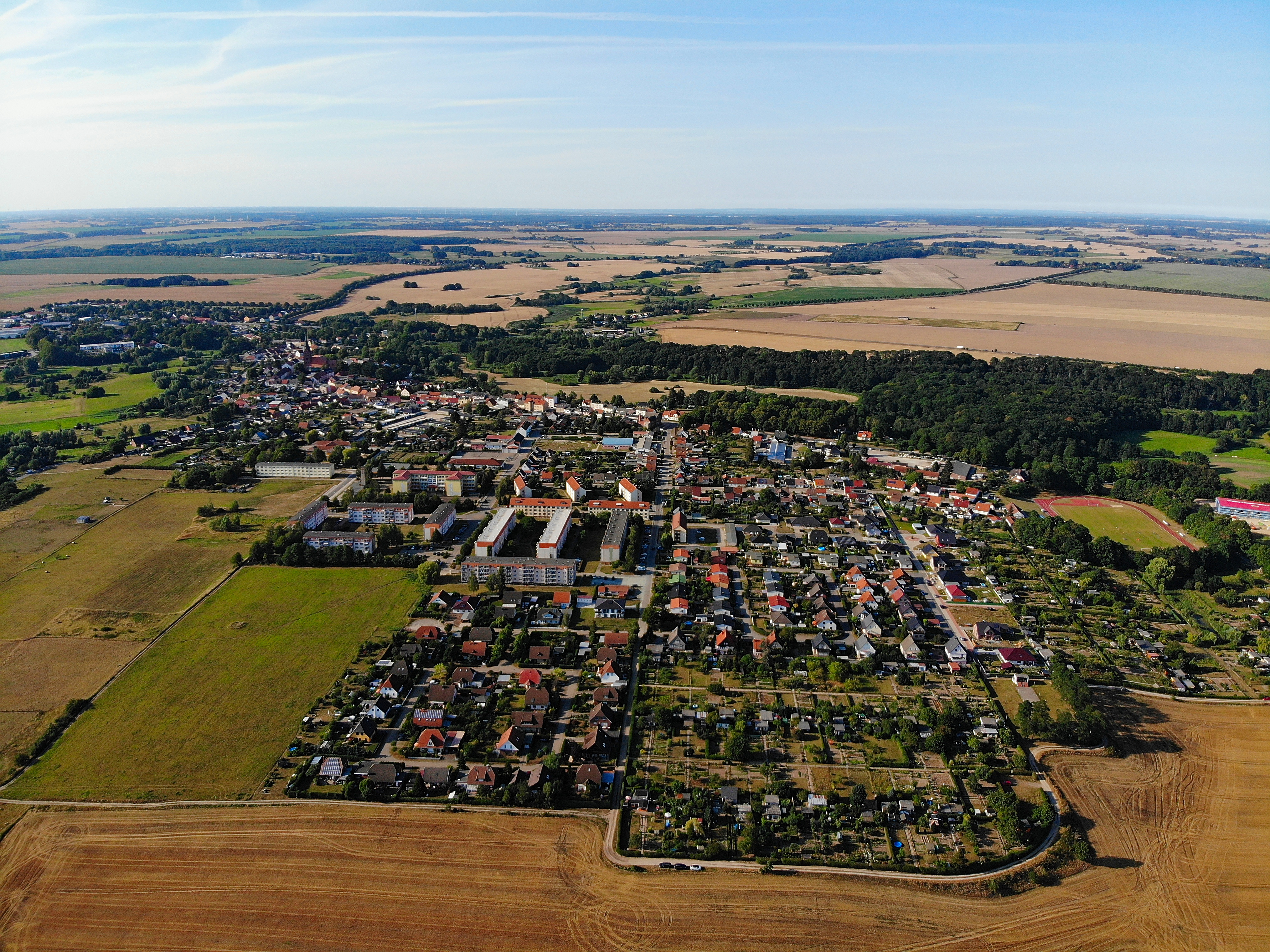
Gützkow

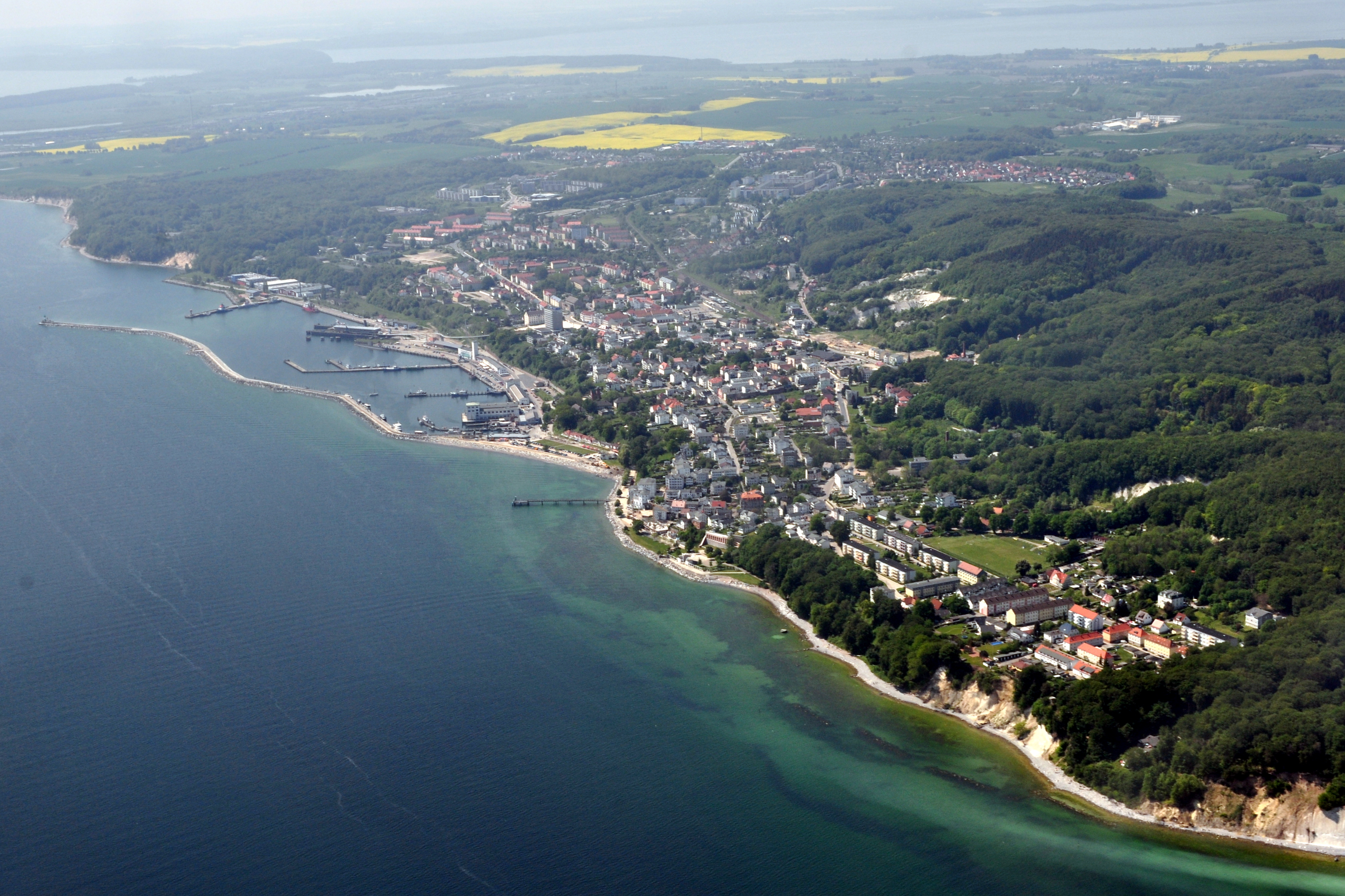
Sassnitz

- Altentreptow
- Anklam
- Barth
- Bergen auf Rügen
- Damgarten
- Demmin
- Eggesin
- Franzburg
- Gartz (Oder)
- Garz/Rügen
- Greifswald
- Grimmen
- Gützkow
- Jarmen
- Lassan
- Loitz
- Pasewalk
- Penkun
- Putbus
- Richtenberg
- Sassnitz
- Stralsund
- Torgelow
- Tribsees
- Ueckermünde
- Usedom
- Wolgast

## Sprache
In Vorpommern wird noch häufig das Westpommersch des Ostniederdeutschen gesprochen. Dieser Dialekt ist in der deutschsprachigen Literatur insbesondere bei den beiden Märchen der Brüder Grimm Vom Fischer und seiner Frau und Von dem Machandelboom zu finden sowie in dem später vertonten Gedicht Mine Heimat („Wo die Ostseewellen trecken an den Strand“), in dem die Barther Dichterin Martha Müller-Grählert ihre vorpommersche Heimat beschreibt.

## Bekannte Vorpommern

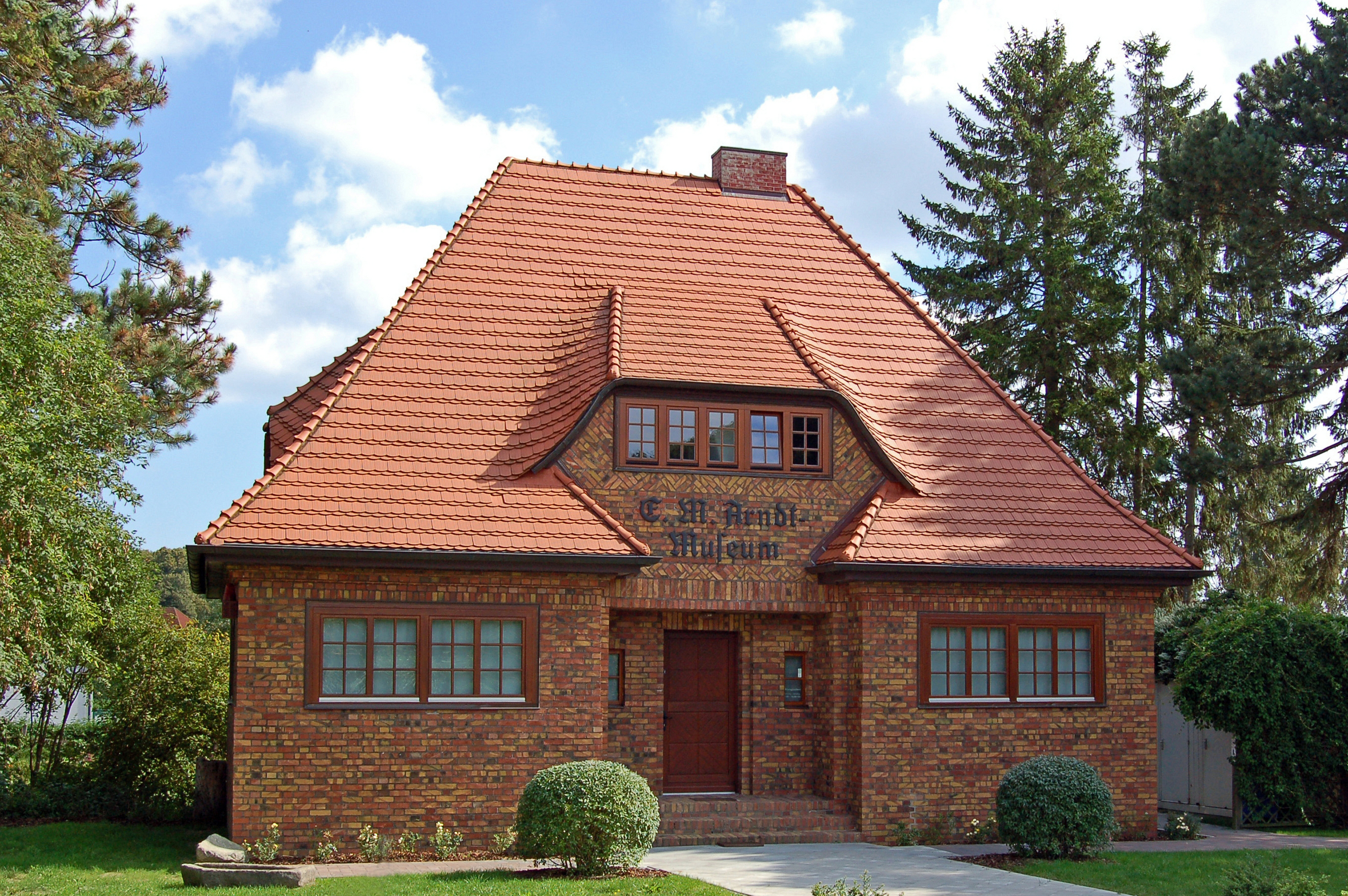
Ernst-Moritz-Arndt-Museum in Garz

- Ernst Moritz Arndt, Historiker, Politiker, Schriftsteller
- Heinrich Bandlow, plattdeutscher Schriftsteller
- Rudolf Baier, Museumsdirektor und Bibliothekar in Stralsund
- Hermann Bendix, Komponist aus Damgarten
- Theodor Billroth, Chirurg
- Julius von Bohlen-Bohlendorf, Historiker
- Otto Bruchwitz, Heimatforscher
- Johannes Bugenhagen, Theologe, Reformator
- Hermann Burmeister, Naturforscher
- Christian Andreas Cothenius, Arzt
- Johann Carl Dähnert, Gelehrter
- Franka Dietzsch, Diskuswerferin
- Hans Fallada, Schriftsteller
- Karl Ludwig Fernow, Schriftsteller
- Caspar David Friedrich, Maler der Romantik
- Matthias Friese, Organist und Orgelbauer
- Jacob Friedrich Friese, Organist und Orgelbauer
- Friedrich Matthias Theodor Friese, Organist und Orgelbauer
- Johann Friedrich Eosander Freiherr von Göthe, Baumeister
- Martha Müller-Grählert, Dichterin („Wo die Ostseewellen“)
- Ariane Grundies, Schriftstellerin
- Ulrich von Hassell, Widerstandskämpfer
- Ernst Hilzheimer, DDR-Funktionär
- Wolfgang Koeppen, Schriftsteller
- Peter Kreeft, Erfinder des geschlossenen Taucheranzugs
- Ines Krüger, Moderatorin
- Carl Friedrich von Ledebour, Botaniker, russischer Staatsrat
- Gustav Lilienthal, Architekt, Sozialreformer
- Otto Lilienthal, Flugpionier
- Helmut Losch, Gewichtheber
- Hans Modrow, Politiker
- Bernt Notke (Maler, Bildhauer und Werkstattleiter)
- Carl Pauli (Lehrer und Forscher der etruskischen Sprache)
- Oskar Picht (Erfinder der Blindenschreibmaschine)
- Gustav Adolf Pompe (Dichter des „Pommernliedes“)
- Johann David von Reichenbach (Aufklärer, Reformer)
- Karl Rodbertus (Nationalökonom)
- Heinrich Rubenow (Bürgermeister, Gründer der Universität Greifswald)
- Philipp Otto Runge (Maler der Romantik)
- Karsten Sarnow (Bürgermeister von Stralsund)
- Bartholomäus Sastrow (Schriftsteller und Bürgermeister von Stralsund)
- Günter Schabowski (DDR-Funktionär)
- Carl Wilhelm Scheele (Chemiker)
- Matthias Schweighöfer (Schauspieler)
- Johann Joachim Spalding (Philosoph)
- Carola Stern (Publizistin, Journalistin)
- Manfred Stolpe (Politiker)
- Karin Struck (Schriftstellerin)
- Franziska Tiburtius (1843–1927) (Ärztin)
- Harry Tisch (DDR-Funktionär)
- Nadja Uhl (Schauspielerin)
- Christian Ehrenfried Weigel (Chemiker, Pharmazeut, Botaniker und Mineraloge)
- Georg Wertheim (Kaufmann, Begründer des Wertheim-Konzerns)
- Witzlaw III. (Fürst von Rügen, Minnesänger)
- Fritz Worm (Heimatdichter, Verfasser der „Rügenlieder“)
- Bertram Wulflam (Bürgermeister von Stralsund)
- Alwine Wuthenow (plattdeutsche Dichterin)
- Toni Kroos (Fußballer, deutscher Nationalspieler)